# Nemoraea angustecarinata
Nemoraea angustecarinata là một loài ruồi trong họ Tachinidae.